# Marlborough College

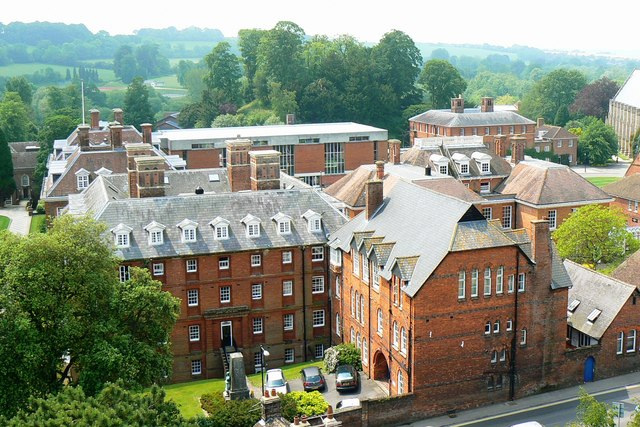
Marlborough College do telhado da igreja de St Peter

Marlborough College é um internato independente (particular) britânico, localizado no condado de Wiltshire na Inglaterra. Foi fundado em 1843 para educar os filhos do clero da Igreja da Inglaterra, mas hoje aceita meninos e meninas de todas as crenças. Há aproximadamente 800 estudantes nos dias de hoje, dos quais um terço são meninas. O colégio tornou-se completamente co-educacional em 1989.

## Lista de alunos famosos
- Anthony Blunt
- William Morris
- Humphrey Carpenter
- Chris de Burgh
- Nick Drake
- James Mason
- Sir Peter Brian Medawar
- Princesa Eugénia de Iorque do Reino Unido
- Kate Middleton, Duquesa de Cambridge
- Pippa Middleton
- James William Middleton, irmão caçula de Kate Middleton, Duquesa de Cambridge e Pippa Middleton

## Ligação externa
- Website de Marlborough College